# Ritueel muzieksysteem
Het ritueel muzieksysteem is een sociaal systeem dat zijn oorsprong vindt in de Westelijke Zhou-dynastie. Samen met het patriarchaal clansysteem vormde het een belangrijk onderdeel van het sociale systeem van het oude China en was het belangrijk voor de politiek, cultuur, kunst en het denken van latere generaties. Volgens de legende werd het gesticht door de hertog van Zhou en koning Wu van Zhou.
Het systeem ontwikkelde zich vanuit oudere sjamanistische tradities. Het werd gezien als spiritueel belangrijk en werd gezien als de balans tussen Yin en Yang en de Vijf Elementen.

## Zee ook
- Patriarchaal clansysteem
- Religieus confucianisme